# Taleggio (fromage)
Le taleggio est un fromage italien fabriqué à partir de lait de vache et originaire de Lombardie.
Sa meilleure période de consommation s'étend de juillet à octobre.

## Histoire
Le nom remonte au début du XXe siècle, lorsque les producteurs laitiers de la vallée homonyme ressentirent le besoin de distinguer leurs fromages de ceux d'autres régions. Cette distinction a été commanditée par Amilcare Arrigoni, natif de Val Taleggio, émigré qui avait fait fortune en France dans le secteur de la restauration. Il est ensuite retourné en Italie au début du siècle et a travaillé pour revitaliser sa vallée précisément à partir du Taleggio.
C’est ce qui a conduit à la reconnaissance de cette spécialité Appellation d'Origine (DO) en 1988, suivie en 1996 de l'Appellation d'Origine Protégée (AOP). Actuellement, la production, qui s'était faite pendant des siècles exclusivement en montagne, s‘est progressivement étendue dans la vallée du Pô, où de nombreuses laiteries ont réconcilié les méthodes traditionnelles avec les innovations technologiques. La tâche de superviser la production et la commercialisation de Taleggio est confiée, depuis 1981, au Consortium de Taleggio (CTT). Né en 1979 comme une entité à but non lucratif, le Consortium a pour objectifs l'amélioration de la qualité et la promotion du Taleggio, et il agit par : 
- l’assistance technique aux producteurs de lait et de produits laitiers de traitement ;
- des activités promotionnelles ;
- des activités de contrôle de l'utilisation correcte du nom Taleggio.

Le logo de la marque se compose de quatre cercles disposés en carré et le consortium veille à sa forme conforme. Dans les trois premiers cercles, dans le sens horaire à partir du haut à gauche, est insérée la lettre «T» majuscule ; au quatrième, en bas à gauche, est inséré le numéro d'identification du donneur fabricant de marque. Sur les emballages de fromage commercialisé la marque s’ajoute à un trèfle, avec l'acronyme CTT et il est finalement signalé le numéro d'identification du fabricant.
À l'origine, il était affiné dans les grottes, très nombreuses dans la région. Les courants d'air permettent aux moisissures de se propager, ce qui offre des conditions très favorables.

## Appellation d'origine
Taleggio est un fromage à Appellation d'Origine Protégée (par les accords de Stresa du 1er juin 1951 et du 28 avril 1962) qui peut être produit et mûri uniquement en Lombardie, dans les provinces de Bergame, Brescia, Côme, Crémone, Lecco, Lodi, Milan, Pavie ; dans le Piémont, dans la province de Novara ; en Vénétie, dans la province de Trévise. Le lait utilisé pour la production doit provenir de vaches élevées dans les provinces mentionnées.
Le procédé de fabrication comprend plusieurs phases : coagulation du lait, caillement, extraction du caillé, marquage, macération, salage, affinage